# Robin Söderling
Robin Bo Carl Söderling (Tibro, 14 de agosto de 1984) é um ex-tenista profissional da Suécia.
Söderling começou a carreira em 2001, e em 2002 já conseguiu disputar seu primeiro torneio do Grand Slam, o Aberto dos Estados Unidos, chegando à segunda rodada. Em 2003 ganha seu primeiro troféu de  torneios challenger em Tampere, na Finlândia, e em 2004 conquista seu primeiro título de torneio ATP em Lyon na França, vencendo o belga Xavier Malisse na decisão. 
O sueco Robin Söderling conquistou 11 títulos ATP na carreira (10 em simples e 1 em duplas), fez duas finais no Grand Slam de Roland Garros e venceu 310 partidas no circuito. 
Em 2008 chega ao top 20 mundial. Já no dia 31 de maio de 2009 consegue o feito de ser o primeiro tenista a derrotar o espanhol Rafael Nadal no torneio de Roland Garros "apenas dois tenistas o derrotaram em Roland Garros" e fez isso ao vencer a partida pelas parciais de 6-2; 6-7(2); 6-4 e 7-6(2), Nadal à época era tetracampeão de Roland Garros, buscava o pentacampeonato do torneio e tinha 31 jogos invicto. No fim, chegou até a final de Roland Garros, mas perdeu por 3 sets a 0 para o suíço Roger Federer.
Soderling se tornou um tenista top 10 mundial pela primeira vez em novembro de 2009. E em junho de 2010, chegou ao 6º posto do ranking mundial, ao novamente chegar na final de Roland Garros, derrotando Roger Federer, então n°1 do mundo, nas quartas de final e perdendo para Rafael Nadal. então n.° 2 do mundo, na final. Posteriormente chegou às quartas de final de Wimbledon, chegando pela primeira vez ao top 5 mundial. O sueco Robin Söderling foi número 4 do ranking mundial em 2010.

## Major Finais

### Grand Slam Finais

#### Simples: 2 (2 vices)
| Resultado | Ano  | Campeonato           | Piso   | Oponente      | Placar             |
| --------- | ---- | -------------------- | ------ | ------------- | ------------------ |
| Vice      | 2009 | Aberto da França     | Saibro | Roger Federer | 1–6, 6–7(1–7), 4–6 |
| Vice      | 2010 | Aberto da França (2) | Saibro | Rafael Nadal  | 4–6, 2–6, 4–6      |

### ATP Masters 1000 Finais

#### Simples: 1 (1 Título)
| Resultado | Ano  | Campeonato | Piso     | Oponente     | Placar        |
| --------- | ---- | ---------- | -------- | ------------ | ------------- |
| Campeão   | 2010 | Paris      | Duro (i) | Gaël Monfils | 6–1, 7–6(7–1) |

## Conquistas

### Simples(10)
| Legenda (Simples)               |
| Grand Slam (0)                  |
| ATP World Tour Finals (0)       |
| ATP World Tour Masters 1000 (1) |
| ATP World Tour 500 Series (2)   |
| ATP World Tour 250 Series (7)   |

| Títulos por Superfície |
| Dura (5)               |
| Grama (0)              |
| Saibro (2)             |
| Carpete (3)            |

| Nr. | Data                    | Torneio             | Superfície | Adversário Final   | Pontuação da Final     |
| 1.  | 4 de Outubro de 2004    | Lyon, França        | Carpete    | Xavier Malisse     | 6–2, 3–6, 6–4          |
| 2.  | 31 de Janeiro de 2005   | Milão, Itália       | Carpete    | Radek Štěpánek     | 6–3, 6–7(2), 7–6(5)    |
| 3.  | 26 de Outubro de 2008   | Lyon, França        | Carpete    | Julien Benneteau   | 6–3, 6–7(5), 6–1       |
| 4.  | 19 de Julho de 2009     | Båstad, Suécia      | Saibro     | Juan Mónaco        | 6–3, 7–6(4)            |
| 5.  | 14 de Fevereiro de 2010 | Rotterdam, Holanda  | Dura       | Mikhail Youzhny    | 6–4, 2-0 (desistência) |
| 6.  | 14 de novembro de 2010  | Paris, França       | Dura       | Gael Monfils       | 6-1, 7-6(1)            |
| 7.  | 9 de Janeiro de 2011    | Brisbane, Austrália | Dura       | Andy Roddick       | 6-3, 7-5               |
| 8.  | 13 de Fevereiro de 2011 | Rotterdam, Holanda  | Dura       | Jo-Wilfried Tsonga | 6-3, 3-6, 6-3          |
| 9.  | 20 de Fevereiro de 2011 | Marselha, França    | Dura       | Marin Cilic        | 6-7(8), 6-3, 6-3       |
| 10. | 17 de Julho de 2011     | Båstad, Suécia      | Saibro     | David Ferrer       | 6-2, 6-2               |

### Duplas(1)
| Legenda (Duplas)                |
| Grand Slam (0)                  |
| ATP World Tour Finals (0)       |
| ATP World Tour Masters 1000 (0) |
| ATP World Tour 500 Series (0)   |
| ATP World Tour 250 Series (1)   |

| Títulos por Superfície |
| Dura (0)               |
| Grama (0)              |
| Saibro (1)             |
| Carpete (0)            |

| Nr. | Data               | Torneio        | Superfície | Dupla          | Oponentes da Final                | Pontuação da Final |
| 1.  | 7 de Julho de 2008 | Båstad, Suécia | Saibro     | Jonas Björkman | Johan Brunström Jean-Julien Rojer | 6–2, 6–2           |